# Вбивство Даунте Райт

## Вбивство Даунте Райт
11 квітня 2021 року Даунт Райт, 20-річний афроамериканець, був смертельно поранений поліцейським Кімберлі Поттер під час зупинки автомобіля та спроби арешту за невиконання ордеру на арешт в Бруклін-Сентер, штат Міннесота. Після нетривалої боротьби з офіцерами у Райта був здійснений постріл з близької відстані. Потім він від'їхав на невелику відстань, але його автомобіль зіткнувся з іншим і врізався в бетонний бар'єр. Офіцери витягли Райта з машини і зробили штучне дихання, але безуспішно, і він був оголошений мертвим на місці події.
На наступний день поліція заявила, що Поттер мала намір використати електрошокер, але замість цього випадково схопила пістолет і одним пострілом в груди поранила Райта. Два дні потому, Поттер і начальник поліції Бруклін-Сентер Тім Геннон подали у відставку зі своїх посад, і Поттер зникла з дому після того, як її адресу було оприлюднено в соціальних мережах. 14 квітня Поттер була заарештована, звинувачена в ненавмисному вбивстві другого ступеню, поміщена у в'язницю округу Хеннепін, і звільнена під заставу у 100 000 $.
Стрілянина викликала протести в Бруклін-Сентері і відновила постійні демонстрації проти жорстокості поліції в столичному місті Міннеаполіса Сент-Пол, що призвело до загальноміського та регіонального комендантського часу. Демонстрації також поширилися на міста по всій території Сполучених Штатів.

## Учасники інциденту
Даунт Деметріус Райт був 20-річним афроамериканцем з Міннеаполіса.  
Батько Райта сказав, що його син кинув школу приблизно два роки тому через нездатність до навчання, і що він працював в роздрібній торгівлі та фаст-фуді, щоб підтримати свого сина. На момент смерті у Райта був син, якому було майже два роки.
Кімберлі Поттер 48-річна біла американка, була поліцейським у відділі поліції Бруклін-Сентеру. Вона працювала у відділі з 1995 року. Поттер, офіцер польової підготовки, під час інциденту навчала нового офіцера.

### Інші учасники
Подруга Райта, яка знаходилася на пасажирському сидінні автомобіля та постраждала в результаті аварії.
Крім Поттера, в зупинці руху автомобіля брали участь двоє інших поліцейських Бруклін-Сентеру, один з яких також брав участь в спробі арешту.

## Події
Райт їхав зі своєю дівчиною в своєму білому Бьюїку Лакросс 2011 випуску.  О 13:53 за місцевим часом 11 квітня 2021 року поліція Бруклін-Сентеру зупинила їх на Півночі 63-ї авеню; офіцери заявили, що зробили це через порушення правил дорожнього руху. За словами прокурора Піта Орпута, пізніше вони помітили освіжувач повітря на дзеркалі заднього виду автомобіля, а це заборонено законом Міннесоти.
Офіцери перевірили ім'я Райта в поліцейській базі даних і дізналися, що у нього є відкритий ордер на арешт «після неявки в суд за звинуваченням у тому, що він втік від офіцерів і заволодів пістолетом під час зіткнення з поліцією Міннеаполіса в червні». На підставі цієї інформації поліція спробувала його заарештувати.
На кадрах із відеореєстраторів поліції було видно, як до машини підходять двоє чоловіків-офіцерів і одна жінка-офіцер (Поттер). Один офіцер підійшов до дверей з боку водія. Інший офіцер підійшов до дверей з боку пасажира, в той час як Поттер, яка діяла як інструктор, спочатку відступила.
Перший офіцер повідомив Райту, що є ордер на його арешт. Він відкрив двері з боку водія, і Райт вийшов з машини. Дверцята машини залишалися відкритими, поки Райт заклав руки за спину, а офіцер спробував надіти кайданки. Невдовзі підійшла Поттер. Вона тримала в правій руці свідоцтво про страхування транспортного засобу, а потім взяла його в ліву руку. Райт, який був беззбройний, почав намагатися уникнути арешту, опираючись офіцерам, вирвався на свободу і сів у свою машину. Поттер, яка, коли почався інцидент, тримала електрошокер в кобурі з лівого боку, а пістолет — з правої, закричала: «Тейзер, Тейзер!» Замість електрошокера Поттер вистрілить зі своєї вогнепальної зброї правою рукою і згодом скаже: «От лайно, я тільки що вистрілила в нього».
Пістолет Поттера, модель Глок  9 мм, був чорним, металевим і майже на фунт важче її пластикового електрошокера, жовтого або неонового кольору, з чорною рукояткою. Поттер тримала пістолет як мінімум сім секунд, перш ніж розрядити його. Відразу після стрілянини в Райта вона все ще тримала свідоцтво про страхування в лівій руці.

## Автокатастрофа
Після пострілу з близької відстані Райт поїхав. Проїхавши близько 470 футів (140 м), він зіткнувся з іншим автомобілем недалеко від перетину 63-ї північної авеню і Катрен-драйв. Поліцейські зробили штучне дихання, але Райт був оголошений мертвим на місці події о 14:18. Пасажирка в автомобілі, подруга Райта, була госпіталізована з травмами, які не загрожували її життю, в іншому автомобілі ніхто не постраждав.

## Розслідування й судочинство

### Розтин
12 квітня офіс судово-медичної експертизи округу Хеннепін опублікував звіт, в якому смерть була визначена як вбивство, і зроблено висновок про те, що Райт «помер від вогнепального поранення в груди».

### Відповідь поліції Бруклін-Сентеру
Вранці 12 квітня начальник поліції Бруклін-Сентеру Тім Геннон провів прес-конференцію і оприлюднив уривок відео, знятий відеореєстратором. За його словами, Поттер мала намір використати електрошокер проти Райта, але замість цього витягнула і розрядила свій пістолет. Поттер була відправлена в «стандартну адміністративну відпустку» поліцією Бруклін-Сентеру в очікуванні подальшого розслідування.
12 квітня міська влада Бруклін-Сентер прийняла резолюцію, яка забороняє задушливі прийоми і використання небезпечних методів стримування натовпу, таких як сльозогінний газ, перцевий балончик, гумові кулі і удушення протестуючих. Однак поліція і досі застосовує зазначену тактику.
13 квітня Поттер і Геннон подали прохання про відставку з поліцейського департаменту Бруклін-Сентера, і відставка Поттер вступила в силу негайно. Міська влада Бруклін-Сентера рекомендувала їх звільнити під час екстреного засідання 12 квітня. У своїй заяві про звільнення Поттер написала міській владі: «Я любила кожну хвилину бути поліцейським і служити цій громаді наскільки могла, але я вважаю, що якщо я негайно піду у відставку, це буде в кращих інтересах спільноти, департаменту і моїх колег».

### Державне і окружне розслідування
Бюро з питань затримання Міннесоти розпочало розслідування за фактом вбивства Райта 12 квітня за стандартною процедурою і визначило Поттер офіцером, яка застрелила Райта. Щоб уникнути конфлікту інтересів вбивство Райта в окрузі Хеннепін було розглянуто прокуратурою округу Вашингтон відповідно до угоди зі столичними округами щодо розстрілів, до яких причетні поліцейські. Мер Бруклін-Сентеру Майк Елліотт закликав губернатора Тіма Уолза передати справу в офіс генерального прокурора Кіта Еллісона. 13 квітня прокурор округу Вашингтон Піт Орпут заявив, що планує завершити «ретельний, але прискорений» розгляд потенційних кримінальних звинувачень у цій справі.
Піт Орпут повідомив, що Райт був зупинений поліцейськими, за порушення правил дорожнього руху. Пізніше один офіцер помітив освіжувач повітря, що звисав з дзеркала заднього виду, а це було порушенням закону Міннесоти.

### Арешт і звинувачення
14 квітня Поттер була звинувачена прокуратурою округу Вашингтон в ненавмисному вбивстві другого ступеня відповідно до розділу 609.205 Статуту Міннесоти — тяжке правопорушення, яке тягне за собою «злочинну недбалість, що створює необґрунтований ризик», максимальне покарання за такий злочин 10 років позбавлення волі і/або штраф в розмірі 20 000 доларів. У кримінальному позові проти Поттер йдеться, що вона стала причиною смерті Райта «своєю недбалістю», в результаті чого вона «створила необґрунтований ризик і свідомо ризикнула заподіяти Райту смерть або серйозні тілесні ушкодження».
Після пред'явлення обвинувачення Поттер була заарештована, поміщена у в'язницю округу Хеннепін і звільнена через кілька годин після внесення застави в розмірі 100 000 доларів. 15 квітня Поттер коротко виступила в суді через Zoom перед суддею округу Хеннепін Регіною Чу. Інтереси Поттер представляє Ерл Грей, повірений з Сент-Пола, відомий захистом Томаса Лейна і Джеронімо Янеза.

### Відповідь сім'ї Райта
12 квітня сім'я Райта найняла адвоката з цивільних прав Бенджаміна Крампа.

## Реакції

### Протести та заворушення
Після стрілянини 11 квітня протестуючі зібралися біля місця події, вимагаючи справедливості у розслідуванні. Кілька протестувальників прийшли з іншого мітингу, організованого сім'ями людей, убитих поліцією, які сталися в той же день в сусідньому місті Сент-Пол, штат Міннесота.  Поліція з обладнанням для придушення масових заворушень спробувала стримати натовп з декількох сотень людей за межами поліцейської дільниці. Деякі в натовпі стали некерованими, кидаючи в офіцерів снаряди, наприклад камені. Також мало місце розграбування, оскільки в ході акції було пошкоджено більше 20 крамниць, а поліцейські машини піддалися вандалізму.
12 квітня місцеві акції протесту перекинулися на інші сусідні райони в  місті Сент-Пол, а потім і в інші міста США. Протестувальники вимагали справедливості в зв'язку з смертю Райта і висунули кілька вимог до державних посадових осіб, включаючи більш серйозне звинувачення у вбивстві для Поттер, незалежне розслідування стрілянини і вжиття заходів щодо реформування поліції. Кілька ночей заворушень в Бруклін-Сентері привели до епізодичного грабежу і зіткнень між демонстрантами та правоохоронними органами, а також до залучення Національної гвардії Міннесоти.
В інтерв'ю засобам масової інформації сім'я Райта подякувала людям за протести і відстоювання справедливості, та закликала людей мирно протестувати.
Освіжувачі повітря стали символами протестів і мітингів через смерть Райта.

### Представники влади
Мер Бруклін-Сентеру Майк Елліотт повідомив в своєму Твітері ввечері 11 квітня: «Офіцер, що стріляє сьогодні в Бруклін-Сентері, — це трагедія. Ми просимо протестуючих зберігати миролюбність і щоб мирні протестувальники не піддавалися насильству». 12 квітня Елліот заявив, що Поттер необхідно звільнити.
11 квітня о 22:00 губернатор Міннесоти Тім Уолз написав в Твітері: «Я уважно стежу за ситуацією в Бруклін-Сентері. Ми з Гвен молимося за сім'ю Даунт Райт, поки наш штат оплакує ще одне життя чорношкірої людини, яке закінчилось через дії  працівників правоохоронних органів».
Губернатор Міннесоти Пеггі Фленаган сказала: «Як захисник прав дітей, я борюся з суворою реальністю: Міннесота — це місце, де небезпечно бути чорним».
Сенатор Тіна Сміт з Міннесоти заявила вранці 12 квітня: «Важка ніч в Міннесоті. Ми сумуємо разом з сім'єю Даунта Райта, оскільки життя ще однієї чорношкірої людини втрачено від рук правоохоронних органів».
Начальник поліції Бруклін-Сентеру Тім Геннон сказав на прес-конференції 12 квітня: «Я сам дивився відео, і я нічого не можу сказати, щоб полегшити біль родини Райта, друзів, близьких, від того почуття втрати, яке вони відчувають. Цей біль поділяє і громада і всі, хто причетний до інциденту».  13 квітня Геннон оголосив про свою відставку разом з Поттер. Керуючий містом Курт Богани, виступаючи на прес-конференції 12 квітня сказав: «Всі співробітники, що працюють у Бруклін-Сентері, мають право на належну процедуру з дотриманням дисципліни». Того ж дня міська влада Бруклін-Сентеру звільнила Богани та наділила мера Елліотта командними повноваженнями над міською поліцією.
Президент Джо Байден сказав про інцидент і заворушення: «Мирний протест зрозумілий. І справа в тому, що ми знаємо, що гнів, біль і травми, які існують у чорношкірій громаді, в цьому середовищі, є справжніми — це серйозно і це не виправдовує насильства. Ми повинні слухати маму Даунте, яка закликає до миру та спокою». Віце-президент Камала Гарріс заявила у Твітер, що «сім'я Даунте … потребує відповідей».

### Громадські діячі і установи
Національна асоціація сприяння прогресу кольорового населення оприлюднила заяву про те, «Чи буде це неуважність і недбалість, або відвертий сучасний суд Лінча, результат однаковий. Ще один чорношкірий загинув від рук поліції».
Посилаючись на суперечки навколо зупинки автомобіля через дрібні предмети, що звисають із дзеркал заднього виду, Американський союз громадянських свобод заявив, що «глибоко занепокоєний тим, що поліція тут використовує звисаючі освіжувачі повітря як привід для примусової зупинки, щось поліція занадто часто це робить для чорних».
Колишній президент Барак Обама сказав про цей інцидент: «Наші серця важко переживають ще одну стрілянину по чорношкірому чоловікові, Даунте Райту, від рук поліції. Важливо провести повне і прозоре розслідування, але це також нагадування про те, що як сильно нам потрібно переосмислити поліцейську діяльність і громадську безпеку в цій країні».
Архієпископ Бернард Хебда з католицької архієпископії Сент-Пол Міннеаполіса промовив молитви і висловив співчуття всім зацікавленим сторонам, додавши: «Хоча перші ознаки вказують на те, що стрілянина була випадковою, я рекомендую дозволити слідчим завершити ретельне розслідування, яке вплине на будь-які особисті судження щодо того, що сталося».
Аль Шарптон сказав: «Ви можете померти через те, що у вас закінчився термін придатності, або за фальшиву 20-доларову купюру, або ви, можливо, навіть не знали, що це фальшива 20-доларова купюра. Цього не станеться ні в якому іншому співтоваристві».
В той же день команда Міннесота Твінз опублікувала заяву про перенесення своєї домашньої гри на Тарджет Філд, після оголошення про комендантську годину команда Міннесота Вайлд відклала свою домашню гру на Эксель-Энерджи-центр, а Міннесота Тімбервулвз відклали свою гру в Таргет-центрі. Міннесота Вайкингс оприлюднили заяву, в якій, зокрема, йдеться: «Ця ситуація, якої можна уникнути, є ще одним трагічним нагадуванням про необхідність кардинальних змін у правоохоронних органах». На своїй грі 13 квітня Міннесота Тімбервулвз і гості, команда Бруклін Нетс, перед грою вшанували пам'ять Даунта Райта хвилиною мовчання, в той час як більшість гравців одягли сорочки з написом «Зі свободою і справедливістю ДЛЯ ВСІХ».
Чак Валло, голова профсоюзу поліцейських Бруклін-Сентера, сказав: «Смерть Даунте Райта жахлива. Втрата нашої колеги Кім Поттер також жахлива, особливо те, через що вона проходить».

### Родина
Незабаром після інциденту мати Райта в розмові з журналістами сказала, що син телефонував їй під час зупинки автомобіля. Вона повідомила, що чула звуки боротьби, і офіцер сказав: «Даунте, не біжи». Перш ніж Райт повісив трубку, він казав, що його зупинили через те, що на його дзеркалі заднього виду висів освіжувач повітря.
Мати Райта розповідала про те, як бачила тіло свого сина через Фейстайм на прес-конференції 13 квітня. Подруга Джорджа Флойда, була однією з колишніх вчителів Райта, і була присутня на прес-конференції для підтримки. Флойд був убитий під час арешту Дереком Шовіном із поліцейського відділу Міннеаполіса 25 травня 2020 року. Також були присутні родичі принаймні шести чорношкірих чоловіків, вбитих поліцією, та член сім'ї Емметта Тілла, якого лінчували в місті Мані, штат Міссісіпі, в 1955 році.
Раніше, в той же день, батько й мати з'явилися в програмі «Доброго ранку, Америка». Батько Райта сказав: «Я втратив сина, він ніколи не повернеться … Я не можу змиритися з цим — помилка, це навіть звучить не правильно», — додав він. «Цей офіцер працює в правоохоронних органах 26 років. Я не можу цього прийняти».
Мати сина Райта сказала: «Його тато не побачить ні на другий день народження, ні на жоден його день народження. І я просто так заплуталася, бо відчуваю, що вони вкрали тата у мого сина».

## Меморіал і похорони
14 квітня 2021 року в Бруклін-Сентері протестувальники встановили велику дерев'яну скульптуру піднятого кулака на тому місці, де помер Райт. Скульптура раніше виставлялася на площі Джорджа Флойда в Міннеаполісі, але була замінена там версією з металу.
Похорон Райта відбувся в Міннеаполісі 22 квітня 2021 року. Були присутні родичі Бреонни Тейлор, Філандо Кастіль і Оскар Грант — чорношкірі американці, убиті поліцією за останні десять років, також сім'я чорношкірого Емметта Тілла, американець, якого лінчували в 1955 році. Панегірик виголосив Ел Шарптон. Джазовий музикант Кейон Харролд виконав інструментальну п'єсу. На богослужінні були присутні губернатор Міннесоти Тім Уолц, сенатор США Емі Клобучар і американський політик, член палати представників США Ільхан Омар. Уолц видав прокламацію Міннесоти, якою оголосив хвилину мовчання о 12 годині, що співпадає з початком похорону.

## Вплив на поліцію

### Порівняння з іншими вбивствами поліцейськими у Міннесоті
Вбивство Райта було шостим, з боку співробітників поліції Бруклін-Сентеру  з 2012 року, і всі вбиті, крім одного, були кольоровими. Згідно з базою даних місцевої газети, з 2000 року правоохоронні органи Міннесоти вбили не менше 207 осіб. Смерть Райта стала третьою гучного смертю чорної людини в районі Міннеаполіса за останні п'ять років під час зіткнення з поліцією. У 2016 році Філанд Кастилія був застрелений поліцейським під час зупинки автомобіля в сусідньому місті Фелкон-Хайтс, а Флойд був убитий в 2020 році.
Смертельний постріл в білу жінку Жюстін Дамонд, чорношкірим поліцейським Міннеаполіса в 2017 році також викликав осуд.
Смертельний постріл в Джамар Кларка офіцером поліції Міннеаполіса під час арешту в 2015 році і перестрілка з поліцією Міннеаполіса, в результаті якої Долан ІДД був убитий під час спецоперації в грудні 2020 року, також були джерелами суперечок і протестів з приводу вбивств чорношкірих.

### Плутанина з електрошокером і пістолетом
Смерть Райта була одним із декількох випадків, коли співробітник поліції сказав, що він випадково вистрілив з пістолета, а насправді вони мали намір замість нього витягнути електрошокер, наприклад, стрілянина 2002 року в сусідньому Рочестері, штат Міннесота, вбивство Оскара Гранта в 2009 році офіцером поліції Йоханнесом Мезерле в Окленді, штат Каліфорнія та вбивство у 2015 Еріка Харріса в місті Талса, штат Оклахома.
У 2018 році затриманий був поранений жінкою-офіцером, яка прийшла на допомогу поліцейському, на якого напали в Лоуренсі, штат Канзас. Розрядивши пістолет, вона злякано закричала: «Ось лайно, я його застрелила». Хоча їй було пред'явлено звинувачення, суддя відхилив звинувачення проти жінки-поліцейської. Подібна плутанина повторилася під час бійки у 2019 році офіцером резервного складу в камері в'язниці Нью-Хоуп, штат Пенсільванія. Окружний прокурор округу Бакс, штат Пенсільванія, відмовився висувати звинувачення проти офіцера, заявивши, що закон штату звільняє його від кримінального переслідування через його «чесне, але помилкове» переконання, що він стріляв з електрошокера, під час здійснення пострілу в ув'язненого. В обох випадках офіцери кричали «Тейзер» перед пострілом.
Включаючи вбивство Поттером Райта, було відомо 16 випадків, коли поліцейський в Сполучених Штатах стріляв в когось з пістолета, коли вони заявляли, що мали намір використовувати замість цього електрошокер.

### Зміни в політиці
Поліцейські відділи Руланд-Парку, штат Канзас, і Сент-Анн, штат Міссурі, внесли зміни до своїх правил використання електрошокерів: поліція Руланд-парку заявила, що вони будуть схрещувати електрошокери «без винятків», а поліція Сент-Анн заявила, що вони будуть використовувати тільки жовті електрошокери і вимагатимуть, щоб офіцери носили їх навпроти основної зброї. Законодавчий орган штату Вашингтон ухвалив законопроєкт палати 1267, який створить штат для розслідування випадків застосування сили до липня 2022 року, і законопроєкт Сенату 5259, який створить базу даних про випадки застосування сили у штаті.
Місцеві чиновники в штаті Міннесота закликали до заходів по більш чіткому розрізненню електрошокерів і вогнепальної зброї в рамках комплексної реформи поліції